# 奥尔卡达斯站
60°44′25″S 44°44′33″W / 60.74028°S 44.74250°W
奥尔卡达斯站（西班牙語：Base Orcadas）阿根廷开设的南极科学考察站，1904年建，位于南奥克尼群岛，为全年性。该基地有11栋建筑物和四个主要研究课题：大陆冰川学，地震学，海洋冰川学（自1985年）和气象观测（1903年始）。
夏季，该基地可容纳45人，冬季则为14人。